# Institut CGT d'histoire sociale
Ne doit pas être confondu avec Institut d'histoire sociale.
L'Institut CGT d'histoire sociale (IHS-CGT) est une société savante créée à Montreuil (Seine-Saint-Denis), par la Confédération générale du travail, en 1982. Ayant le statut d'association loi de 1901, il a pour but de développer la recherche sur le syndicalisme et son histoire.

## Objectifs de l'institut
- L’Institut se fixe pour but de faire connaître aux salariés l’histoire sociale et celle de la CGT;
- il cherche à toucher un public large afin de mettre à sa disposition les documents d’archives (documents papiers, photographies, films etc.).
- l’Institut dispose d’un réseau de près de quatre-vingts instituts professionnels ou territoriaux permettant de mieux connaître l’histoire de la CGT, et de la classe ouvrière.

L'Institut CGT d'histoire sociale est présidé par Gilbert Garrel. Georges Séguy en était le président entre 1982 et 2002, avant d'en devenir le président d'honneur depuis 2002 et ce, jusqu'à son décès en 2016. 

## Actions de l'institut
L’Institut mène plusieurs actions :
- sauvegarde, classement et valorisation des archives de la Confédération général du travail;
- ouverture des archives aux chercheurs;
- organisation de conférences, séminaires et colloques parfois en coopération avec des universitaires;
- publications de brochures et d’ouvrages traitant d’aspects particuliers de l’histoire sociale;
- publication de la revue trimestrielle, Les Cahiers de l'IHS, diffusée par abonnement;
- l'IHS-CGT appartient au réseau CODHOS.